# Список глав государств в 595 году
Список глав государств в 594 году — 595 год — Список глав государств в 596 году — Список глав государств по годам

## Африка
- Аксумское царство — Исраэль, негус (ок. 590 — ок. 600)

## Америка
- Баакульское царство — Иш Йо’ль Ик’наль, царица (583 — 604)
- Канульское царство — Ук’ай Кан , царь (579 — ок. 611)
- Шукууп (Копан) — К’ак'-Ти-Чан, царь (578 — 628)

## Азия
- Абхазия (Абазгия) — Финиктиос, князь (ок. 580 — ок. 610)
- Вансюан (Ранние Ли) — Ли Нам Де II, император (571 — 602)
- Гассаниды — аль Ну'ман VII ибн аль-Харит, царь (583 — ?)
- Дханьявади — Тюрия Пабба, царь[англ.] (575 — 600)
- Индия —
  - Вишнукундина — Янссрайя Мадхав Варма IV, царь[лит.] (573 — 621)
  - Западные Ганги — Мушкара, махараджа (579 — 604)
  - Маитрака —
    - Дхарасена II, махараджа[англ.] (ок. 570 — ок. 595)
    - Силадитья I, махараджа[англ.] (ок. 595 — ок. 615)

  - Паллавы (Анандадеша) — Симхавишнуварман, махараджа (574 — 600)
  - Пандья — Мараварман Авани Куламани, раджа (590 — 620)
  - Чалукья — Киртиварман I, раджа (566 — 597)
- Камарупа —
  - Сустхитаварман, царь (590 — 595)
  - Супратистхиварман, царь (595 — 600)
- Картли — Стефаноз I, эрисмтавар (590 — 627)
- Кахетия — Адарнасе I, князь (580 — 637)
- Китай (Династия Суй) — Вэнь-ди (Ян Цзянь), император (581 — 604)
- Корея (Период Трех государств):
  - Когурё — Йонянхо, тхэван (590 — 618)
  - Пэкче — Видок, король (554 — 598)
  - Силла — Чинпхён, ван (579 — 632)
- Лахмиды (Хира) — аль-Ну'ман III ибн аль-Мундир, царь (580 — 602)
- Паган — Хтун Пийт, король[англ.] (582 — 598)
- Персия (Сасаниды) — Хосров II Парвиз, шахиншах (591 — 628)
- Раджарата (Анурадхапура) — Аггабодхи I, король (564 — 598)
- Тарума — Кертаварман, царь (561 — 628)
- Тогон — Муюн Шифу, правитель (591 — 597)
- Тюркский каганат — Юн-Улуг, каган (588 — 599)
- Тямпа — Самбуварман, князь (572 — 629)
- Химьяр — Масрук, царь (ок. 587 — 599)
- Ченла — Бхававарман I, раджа (580 — 598)
- Япония —
  - Суйко, императрица (592 — 628)
  - Сётоку, регент (592 — 622)

## Европа
- Аварский каганат — Баян I, каган (562 — 602)
- Англия —
  - Берниция — Этельфрит, король (593 — 616)
  - Восточная Англия — Редвальд, король (593 — 624)
  - Дейра — Этельрик, король (588 — 604)
  - Думнония — Герайнт ап Константин, король (560 — 598)
  - Дунотинг (Северные Пеннины) —
    - Динод Толстый, король (ок. 525 — ок. 595)
    - в 595 году захвачено Берницией

  - Каер Гвенддолеу — Араун ап Кинварх, король (573 — ок. 630)
  - Кент — Этельберт I, король (591 — 616)
  - Мерсия — Пибба, король (593 — 606)
  - Регед —
    - Северный Регед —
      - Оуэн ап Уриен, король (586 — 593/595)
      - Элфин ап Оуэн, король (593/595 — 616)

    - Южный Регед — Гвайд ап Двиуг, король (593 — 613)

  - Уэссекс — Кёл, король (591 — 597)
  - Элмет — Кередиг ап Гваллог, король (586 — 616)
  - Эссекс — Следда, король (568 — 604)
- Арморика — Хоэль III, король (594 — 612)
- Бавария — Тассилон I, герцог (591 — 610)
- Бро Варох — Канао II, король (594 — 635)
- Вестготское королевство — Реккаред I, король (586 — 601)
- Византийская империя — Маврикий, император (582 — 602)
  - Африканский экзархат — Геннадий I, экзарх (591 — 598)
  - Равеннский экзархат — Роман, экзарх (589 — 598)
- Ирландия — Аэд мак Айнмере, верховный король (586 — 598)
  - Айлех — Колман Римид мак Баэтан, король (580 — 604)
  - Коннахт — Уату, король (577 — 601/602)
  - Лейнстер —
    - Аэд Дибине, король (580 — 595)
    - Брандуб мак Эхах, король (595 — 605)

  - Мунстер — Амалгайд мак Энда, король (590 — 600)
  - Ольстер — Фиахне мак Баэтан, король (588 — 626)
- Лангобардское королевство — Агилульф, король (590 — 615/616)
  - Беневенто — Арехис I, герцог (591 — 641)
  - Сполето — Ариульф, герцог (592 — 602)
  - Фриуль — Гизульф II, герцог (590 — 610)
- Папский престол — Григорий I Великий, папа римский (590 — 604)
- Уэльс —
  - Брихейниог — Идваллон ап Лливарх, король (580 — 620)
  - Гвинед — Бели ап Рин, король (ок. 580 — ок. 599)
  - Дивед —
    - Петрок ап Кингар, король (570 — 595)
    - Артуир ап Петрок, король (595 — 615)

  - Поуис — Кинан Гаруин, король (ок. 560 — ок. 610)
- Франкское королевство —
  - Австразия —
    - Хильдеберт II, король (575 — 595/596)
    - Вандален, майордом (581 — 600)

  - Бургундия — Хильдеберт II, король (592 — 595/596)
  - Нейстрия — Хлотарь II Великий, король (584 — 629)
- Швеция — Йостен, король (ок. 575 — ок. 600)
- Шотландия —
  - Дал Риада — Айдан Вероломный, король (574 — 608)
  - Пикты — Гартнарт II, король (584 — 599)
  - Стратклайд (Альт Клуит) — Ридерх Щедрый, король (ок. 580 — ок. 613)

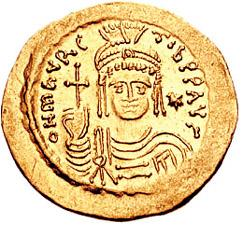
Маврикий 582-602 Император Византии
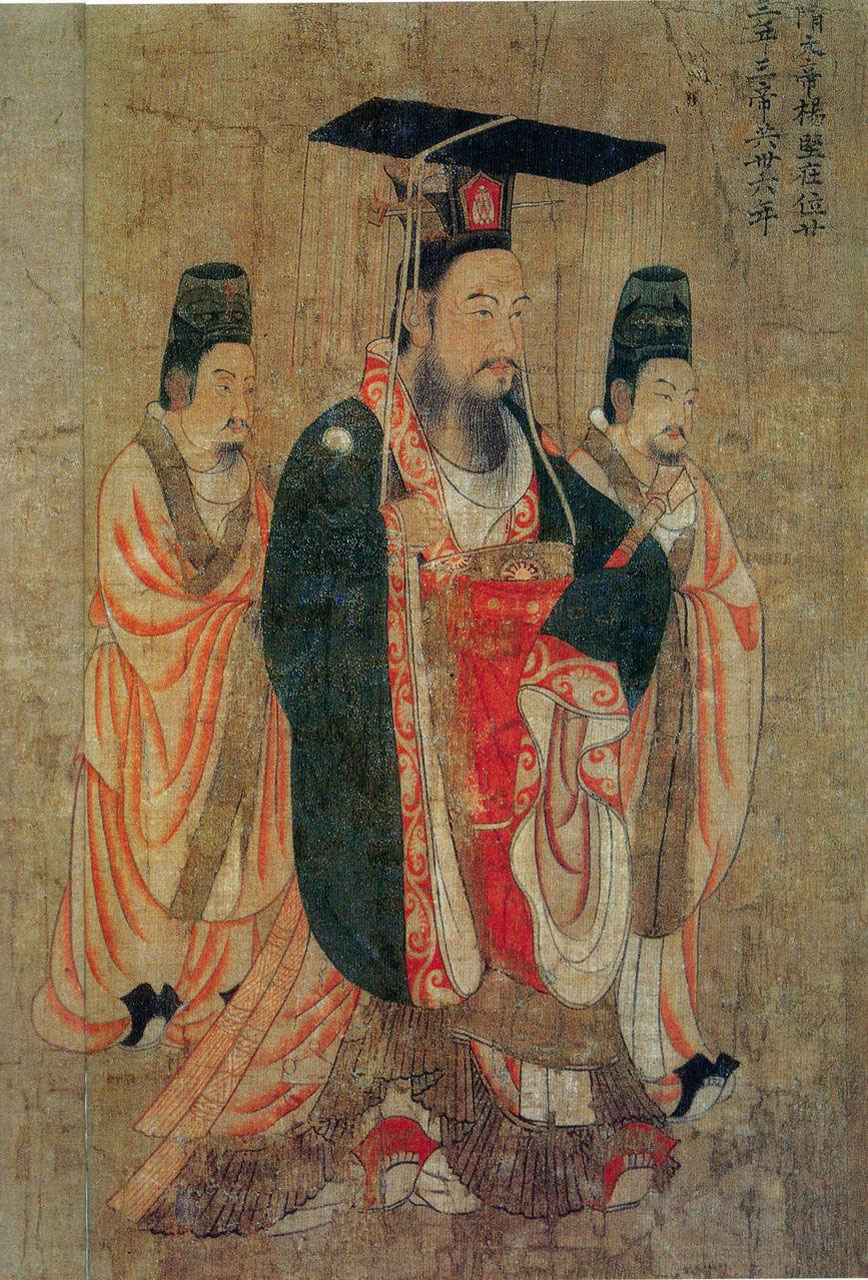
Вэнь-ди 581-604 Император Китая
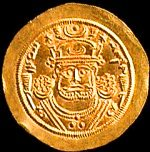
Хосров II Парвиз 591-628 Шахиншах Персии
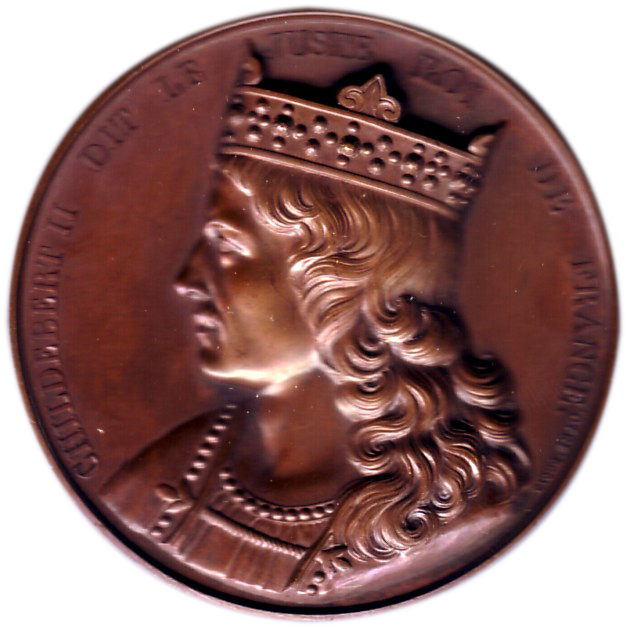
Хильдеберт II 575-595/596 Король Австразии и Бургундии
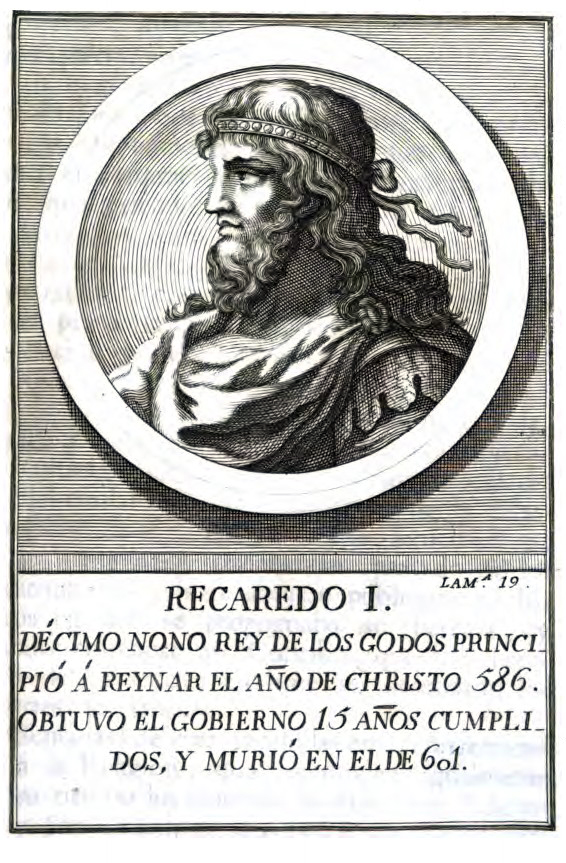
Реккаред I 586-601 Король вестготов
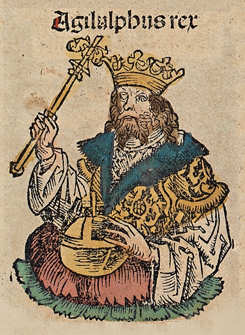
Агилульф 590-615/616 Король лангобардов
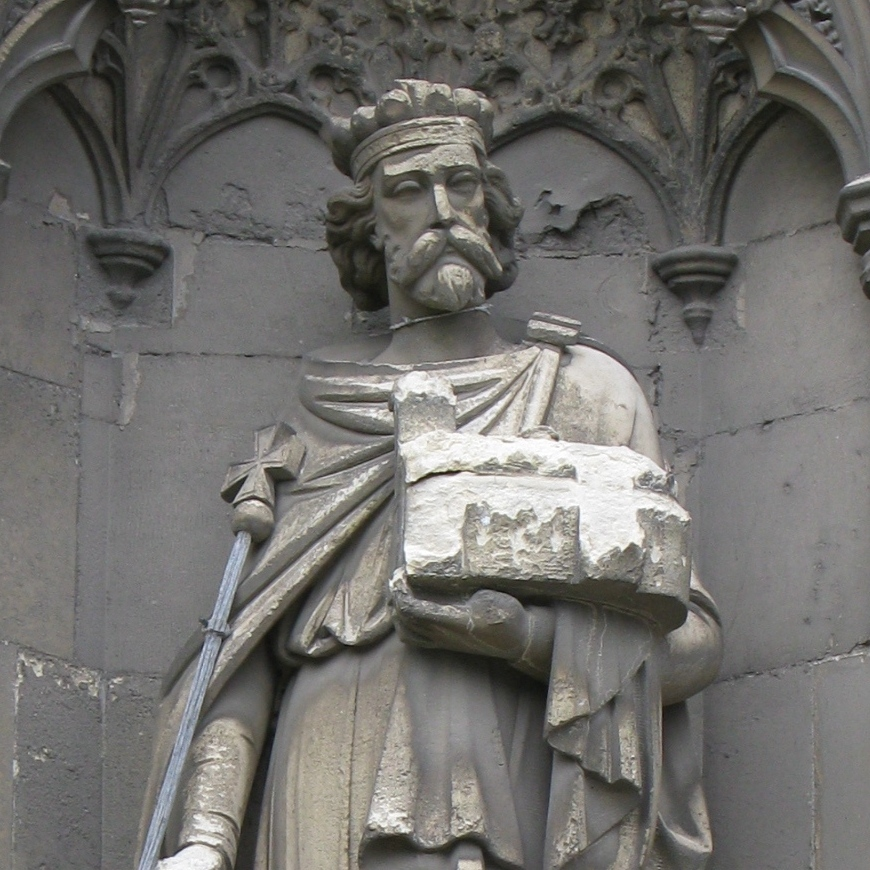
Этельберт I 591-616 Король Кента
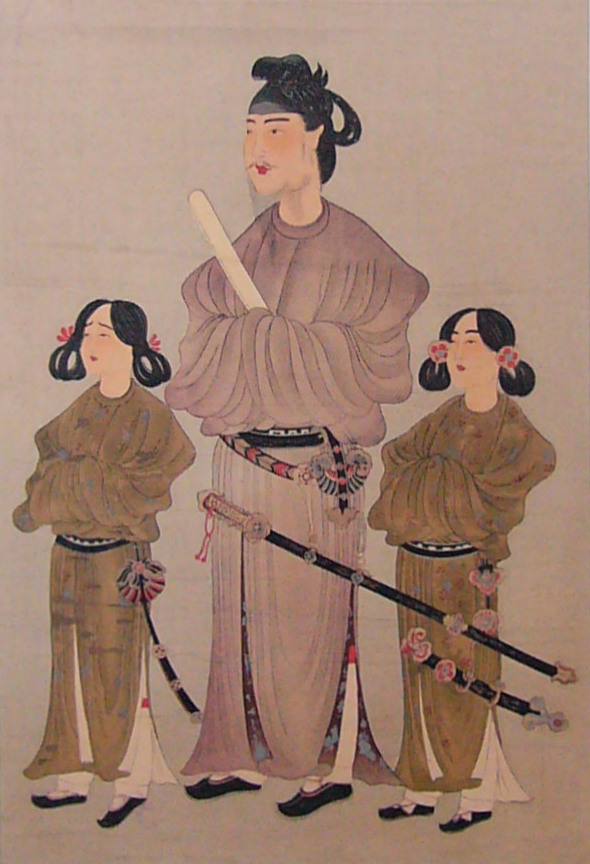
Сётоку 592-622 Принц-регент Японии
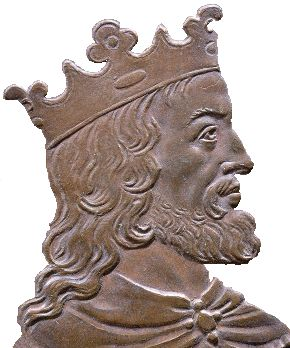
Хлотарь II 584-629 Король Нейстрии
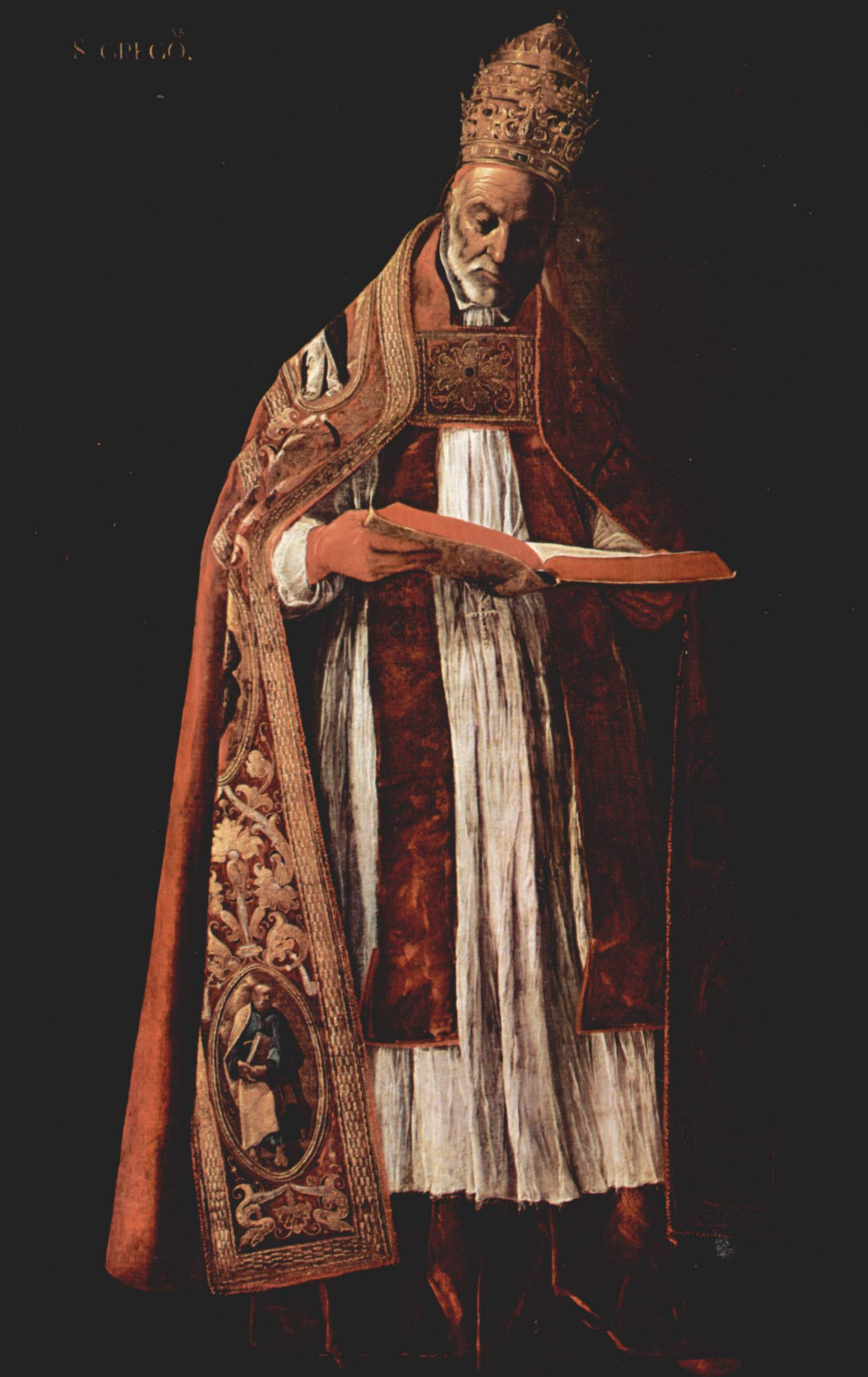
Григорий I Великий 590-604 Папа римский